# John Andrew Young
John Andrew Young (* 10. November 1916 in Corpus Christi,  Texas; † 22. Januar 2002 in Arlington, Virginia) war ein US-amerikanischer Politiker. Zwischen 1957 und 1979 vertrat er den Bundesstaat Texas im US-Repräsentantenhaus.

## Werdegang
John Young besuchte die Incarnate Word Academy und die Corpus Christi College-Academy. Danach studierte er bis 1937 an der St. Edward’s University in Austin. Nach einem anschließenden Jurastudium an der University of Texas und seiner 1940 erfolgten Zulassung als Rechtsanwalt begann er in diesem Beruf zu arbeiten. Während des Zweiten Weltkrieges diente er zwischen 1941 und 1945 in der US Navy. Zwischen 1946 und 1952 arbeitete er in verschiedenen Positionen als Staatsanwalt. Von 1953 bis 1956 amtierte er als Bezirksrichter im Nueces County. Gleichzeitig schlug er als Mitglied der Demokratischen Partei eine politische Laufbahn ein.
Bei den Kongresswahlen des Jahres 1956 wurde Young im 14. Wahlbezirk von Texas in das US-Repräsentantenhaus in Washington, D.C. gewählt, wo er am 3. Januar 1957 die Nachfolge von John J. Bell antrat. Nach zehn Wiederwahlen konnte er bis zum 3. Januar 1979 elf Legislaturperioden im Kongress absolvieren. In diese Zeit fielen der Vietnamkrieg, der Höhepunkt der Bürgerrechtsbewegung und die Watergate-Affäre. Am 22. November 1963 war Young in der Wagenparade zur Begleitung von Präsident John F. Kennedy, als dieser in Dallas ermordet wurde. Im Jahr 1977 geriet er wegen eines Sexskandals in die Schlagzeilen. In diesem Zusammenhang beging seine Frau, mit der er fünf Kinder hatte, Selbstmord. Diese Affäre kostete ihn im Jahr 1978 auch die erneute Nominierung seiner Partei zur Wiederwahl in den Kongress.
Nach dem Ende seiner Zeit im US-Repräsentantenhaus war John Young als Lobbyist und Berater tätig.  Er starb am 22. Januar 2002 in Arlington und wurde auf dem dortigen Nationalfriedhof beigesetzt.